# Neptosternus africanus
Neptosternus africanus är en skalbaggsart som beskrevs av Peschet 1917. Neptosternus africanus ingår i släktet Neptosternus och familjen dykare. Inga underarter finns listade i Catalogue of Life.